# U-226
| U-226                      | U-226 | U-226 |
| -------------------------- | --- | --- |
|                            | | |
|                            | | |
| U-278, подібний до U-226   | | |
| Під прапором               | Третій Рейх | Третій Рейх |
| Спуск на воду              | 18 червня 1942 року                                                                                                | 18 червня 1942 року                                                                                                |
| Виведений зі складу флоту  | 1 серпня 1942 року                                                                                                 | 1 серпня 1942 року                                                                                                 |
| Сучасний статус            | 6 листопада 1943 року затоплений східніше Ньюфаундленда шлюпами «Кайт», «Старлінг» і «Вудкок»                      | 6 листопада 1943 року затоплений східніше Ньюфаундленда шлюпами «Кайт», «Старлінг» і «Вудкок»                      |
| Проєкт                     | | |
| Тип ПЧ                     | Торпедний ДПЧ | Торпедний ДПЧ |
| Розробник проєкту          | Friedrich Krupp Germaniawerft, Кіль                                                                                | Friedrich Krupp Germaniawerft, Кіль                                                                                |
| Вартість                   | 4 439 000 ℛℳ | 4 439 000 ℛℳ |
| Основні характеристики     | | |
| Швидкість (надводна)       | 17,9 вузла | 17,9 вузла |
| Швидкість (підводна)       | 8 вузлів | 8 вузлів |
| Робоча глибина занурення   | 100 м | 100 м |
| Гранична глибина занурення | 220 м | 220 м |
| Автономність плавання      | 135—174 км на швидкості 4 вузли (в підводному положенні) 11 470 км на швидкості 10 вузлів (у надводному положенні) | 135—174 км на швидкості 4 вузли (в підводному положенні) 11 470 км на швидкості 10 вузлів (у надводному положенні) |
| Екіпаж                     | 46 осіб | 46 осіб |
| Розміри                    | | |
| Довжина найбільша (по КВЛ) | 67,1 м | 67,1 м |
| Ширина корпусу найб.       | 6,2 м | 6,2 м |
| Висота                     | 9,6 м | 9,6 м |
| Середня осадка (по КВЛ)    | 4,74 м | 4,74 м |
| Водотоннажність надводна   | 769 т | 769 т |
| Озброєння                  | | |
| Артилерія                  | 1 × 88-мм палубна гармата SK C/35                                                                                  | 1 × 88-мм палубна гармата SK C/35                                                                                  |
| Торпедно- мінне озброєння  | 4 носових і один кормовий ТА. 14 торпед або 26 мін TMA або 39 мін TMB                                              | 4 носових і один кормовий ТА. 14 торпед або 26 мін TMA або 39 мін TMB                                              |
| ППО                        | 2 × 20-мм зенітних гармати FlaK 30 Flakvierling                                                                    | 2 × 20-мм зенітних гармати FlaK 30 Flakvierling                                                                    |

U-226 — німецький підводний човен типу VIIC, що входив до складу Військово-морських сил Третього Рейху за часів Другої світової війни. Закладений 1 серпня 1941 року на верфі Friedrich Krupp Germaniawerft у Кілі. Спущений на воду 18 червня 1942 року, а 1 серпня 1942 року корабель увійшов до складу ВМС нацистської Німеччини.

## Історія служби
U-226 належав до німецьких підводних човнів типу VII C, найчисленнішого типу субмарин Третього Рейху, яких було випущено 703 одиниці. Увійшов до складу 5-ї навчальної флотилії, де проходив навчання до 1 січня 1943 року. Після завершення тренувань перейшов до 6-ї флотилії ПЧ Крігсмаріне. З грудня 1942 до листопада 1943 року здійснив 3 бойових походи, в яких потопив одне транспортне судно (7134 GRT).
6 листопада 1943 року під час третього бойового походу U-226 був виявлений східніше Ньюфаундленда британськими шлюпами «Кайт», «Старлінг» і «Вудкок» та атакою глибинними бомбами затоплений; загинув 51 член екіпажу німецького ПЧ.

## Командири
- Капітан-лейтенант Рольф Борхерс (1 серпня 1942 — 26 липня 1943)
- Оберлейтенант-цур-зее Альбрехт Генге (26 липня — 6 листопада 1943)

## Перелік затоплених U-226 суден у бойових походах
| №                                                         | Дата           | Назва        | Тип                | Належність      | Водотоннажність (брт) | Вантаж                                 | Конвой        | Результат та координати                                               | Наслідки атаки для екіпажу    | Прим. |
| --------------------------------------------------------- | -------------- | ------------ | ------------------ | --------------- | --------------------- | -------------------------------------- | ------------- | --------------------------------------------------------------------- | ----------------------------- | ----- |
| Другий похід (10.04—17.05.1943, 38 діб; Лор'ян—Сен-Назер) |                |              |                    |                 |                       |                                        |               |                                                                       |                               |       |
| 1                                                         | 18 квітня 1943 | Fort Rampart | суховантажне судно | Велика Британія | 7 134                 | 8700 тонн лісу та генеральних вантажів | Конвой HX 233 | потоплено 46°15′ пн. ш. 26°20′ зх. д. / 46.250° пн. ш. 26.333° зх. д. | 56 (6 загинули та 50 вціліли) |       |